# سیارک ۵۹۴۸
سیارک ۵۹۴۸ (به انگلیسی: 5948 Longo، نامگذاری:1985JL) پنج هزار و نهصد و چهل و هشتمین سیارک کشف شده‌است که در ۱۵ مه ۱۹۸۵ کشف شد.
قدر مطلق سیارک برابر ۱۳٫۴۰ است.